# Drymodes brunneopygia
Petróica-mateira-do-sul ou papinho-do-mato-meridional (Drymodes brunneopygia) é uma espécie de ave da família Petroicidae.
É endémica da Austrália.